# Мать и дитя (сеть клиник)
«Мать и дитя» — российская сеть частных медицинских клиник и госпиталей, специализирующихся на акушерстве, гинекологии и педиатрии. По состоянию на 2025 год, сеть объединяет 65 медицинских учреждений (11 госпиталей и 54 клиники) в 31 регионе России.

## История
История сети началась с началом строительства в 2001 году первого в Москве частного роддома — Перинатального медицинского центра (ПМЦ), который был открыт в 2006 году.
В 2012 году компания провела IPO на Лондонской фондовой бирже, рыночная капитализация компании составила $900 млн.
В 2013 году был открыт госпиталь в деревне Лапино. В этом же году была куплена сеть клиник ИДК в Самарской области, началось строительство госпиталя в Уфе.
В 2020 году компания провела IPO на Московской бирже, в 2023 году получила первичный листинг. Также в 2023 году был проведён делистинг с Лондонской биржи.
В 2021 году «Мать и дитя» начала развитие сети пунктов забора анализов MD Lab. Были открыты три пункта, в 2023 году проект был свёрнут.
В 2022 году на базе Одинцовского филиала МГИМО был основан медицинский вуз «МГИМО-Мед», ректором которого стал Марк Курцер.
В 2024 году головная компания сети MD Medical Group Investments Plc была перерегистрирована с Кипра на остров Октябрьский как МКПАО «МД Медикал Груп».
«Мать и дитя» заняла 2-е место в рейтинге «20 крупнейших медицинских компаний — 2024», составленном Forbes Russia.

## Деятельность
«Мать и дитя» специализируется на ведении беременности, лечении гинекологических заболеваний, ЭКО и педиатрии.
К апрелю 2024 года в сети родилось сто тысяч детей.
В 2024 году число посещений клиник сети составило 2,4 млн человек, число принятых родов — 11,2 тысячи, число пункций ЭКО — 19,9 тысяч.

## Собственники и руководство
Руководителем и основным владельцем компании (67,9 %) является её основатель Марк Курцер. Free-float на Московской бирже — 32,1 %.
Председатель совета директоров — Владимир Меклер.